# Sukces (serial telewizyjny 2000)
Sukces – polski serial obyczajowy, który swoją premierę miał w 2000 roku. Serial jest kontynuacją serialu Sukces z 1995 roku i opowiada o dalszych losach prawniczki Tekli.

## Obsada aktorska
- Dorota Deląg – Tekla Skarbek
- Marzena Trybała – Barbara Madejowa
- Piotr Machalica – Henryk Jakubowski
- Grzegorz Warchoł – prezes Dzidek Miśkiewicz
- Hanka Bielicka – Maria Stafford, ciotka Tekli i Antka Skarbków
- Jerzy Kryszak – Ostoja-Ostaszewski, prezes Unii Polski Mocarstwowej
- Tomasz Zaliwski – Tadeusz Skarbek, ojciec Tekli
- Piotr Fronczewski – prokurator Stefan Krzywań
- Paweł Deląg – Antek, brat Tekli
- Grzegorz Wons – Grzegorz Madej, mąż Barbary
- Janusz Rewiński – ataman Żurak, gość UPM z Ukrainy
- Edward Żentara – Jan Dolecki, właściciel Bezpiecznej Kasy Oszczędności „Penelopa”
- Stanisława Celińska – Magalikowa, sąsiadka Skarbków
- Mirosław Zbrojewicz – inspektor Władysław Iwański